# Freimaurer-Alphabet
Das Freimaurer-Alphabet, auch Freimaurer-Quadrat ist eine monoalphabetische Substitutionschiffre der Freimaurerei und findet keine praktische Verwendung mehr.

## Ursprung
Diese Geheimschrift basiert auf der Kabbala der neun Kammern (Aik Bechar) und war angeblich bereits im Altertum in Verwendung. Hieraus wurden im Mittelalter die sogenannten Sigille der Geister erstellt, die im „Höllenzwang“ des Dr. Faust, in den Schriften des Agrippa von Nettesheim und in den Rosenkreuzer-Schriften Erwähnung finden. Ebenfalls aus dem Mittelalter stammt auch die daran angelehnte Noachitische Schrift.

## Funktionsweise

### Kabbala der neun Kammern
Hier schreibt man die 27 Buchstaben des hebräischen Alphabets, eingeschlossen die fünf sogenannten Schlusszeichen, in dreimal drei übereinanderliegende Felder; über jedem Buchstaben steht der Zahlenwert und je ein, zwei oder drei Punkte, die die Stellung der Buchstaben in der einzelnen Kammer bezeichnen.

### Sigille der Geister
Man schreibt die einzelnen Buchstaben nach dem kabbalistischen Alphabet nebeneinander, verbindet die Figuren, wobei die Punkte weggelassen werden, und erhält durch eine Zusammenziehung den sogenannten Charakter, das Sigillum des Geistes oder Engels, welches man zur Verheimlichung des eigenen Namens verwendet.

### Noachitische Schrift
Die Summe einer Seite und auch die Diagonalen ergeben immer 15. In diese drei Mal drei Felder großen magischen Quadrate wurden ursprünglich die hebräischen Schriftzeichen eingesetzt. Ersetzte man diese dann durch die lateinischen Buchstaben, entstand das am häufigsten verwendete Freimaurer-Quadrat, von dem es zahlreiche Variationen gibt. Die Chiffrezeichen entstehen dabei durch die angrenzenden (inneren) Striche und die Punkte der jeweiligen Buchstaben:
| 6 a b. | 7 c d. | 2 e f. g: |
| 1 h i. | 5 k l. | 9 m n. o: |
| 8 p q. | 3 r s. | 4 t v. z: |

Es gibt eine Möglichkeit, die Stellen der Zahlen nachzuschreiben: man fängt mit der 1 links in der Mitte an und geht ein Feld nach oben und nach links, dann trägt man die nächste Zahl ein. Wenn man auf einen Rand stößt, geht man auf die andere Seite des großen Quadrats; wenn am Ort, wo die nächste Zahl stehen sollte, schon eine Zahl steht, geht man stattdessen ein Feld nach rechts.

### Freimaurer-Code

Schema des Gitters für die Freimaurerchiffre

Füllt man die Buchstaben des lateinischen Alphabets jeweils zu zwei Buchstaben in die Zellen des bekannten kreuzförmigen Quadrates und nimmt für die restlichen Buchstaben ein schräg stehendes Kreuz in selber Weise in Anspruch, so erhält man die  bekannteste Abart dieses Codes. Punkte geben wie gehabt die linke oder rechte Position an.
Der Schlüssel besteht aus einem Gitter (siehe Grafik rechts). Beim Verschlüsseln wird das Umfeld des Buchstaben abgeschrieben. So entstehen die Zeichen:

Dies entspricht einer normalen Verschlüsselung mit einem Geheimtextalphabet (monoalphabetische Substitution). Der einzige Unterschied besteht darin, dass der Geheimtext aus Zeichen und nicht aus Buchstaben besteht.
In einer Variante füllt man zuerst das Quadrat und Schrägkreuz mit jeweils einem Buchstaben je Zelle und wiederholt dieses dann mit den restlichen Buchstaben in einem zweiten, punktierten Quadrat und Kreuz. Lediglich für das zweite Quadrat und Kreuz wird nun der Punkt geschrieben.
Der Freimaurercode findet sich in zahlreichen Sach- und Jugendbüchern wieder. Auch auf alten Grabsteinen oder Hauseingängen findet man die Zeichen, die oft einen Sinnspruch oder eine Losung enthalten.

## Verwendung
Die Verwendung dieser Chiffreschrift war in der Freimaurerei des 18. Jahrhunderts gewissermaßen eine Selbstverständlichkeit. So wurden in besonderen Variationen dieser Schrift freimaurerische Bücher gedruckt wie beispielsweise Browne’s Master Key (London 1794) und Masonic Treatise (1802) sogar mit mehreren Schlüsseln.
In heutiger Zeit werden bestenfalls noch in der amerikanischen Freimaurerei Chiffreschriften verwendet, zumal diese Art Chiffreschriften (monoalphabetische Substitution) keinerlei Sicherheit gegen Decodieren durch Dritte bieten.
Außerhalb der Freimaurerei ist das Freimaurer-Alphabet ein viel verwendetes Element in Escape-Game-Rätseln.